# Чарівниці (комікс)
«Чарівниці W.I.T.C.H.» — італійський щомісячний комікс в жанрі фентезі про п'ятьох дівчат-чарівниць: Вілл (Will), Ірму (Irma), Терені (Taranee), Корнелію (Cornelia) і Хей Лін (Hay Lin). Написаний і ілюстрований Елізабетт Гноун.
На них покладена важлива місія: утримувати рівновагу та мир у Всесвіті, якому загрожує небезпека з Мерідіану, планети, якою править злий принц Фобос. Фобос намагається знайти свою сестру, якою є Еліон Портрейт. Він хоче забрати її сили, щоб правити Всесвітом. Але він не знає її земного імені, і наймає лорда Седріка, перевертня, який може трансформуватися у величезного змія. Щоб упоратися із цим завданням, дівчата отримали особливе вміння — керувати силами Природи. Їхні союзники: Повітря, Вода, Вогонь і Земля. Лідером групи є Вілл, яка може контролювати й підсилювати вміння своїх подруг.
В Україні комікс «Чарівниці W.I.T.C.H.» видається з травня 2008 року видавництвом Егмонт Україна.

## Сюжет
Давним-давно на світі панували гармонія і добро. Але одного разу туди проникло зло. Виник Інший Світ (відомий як Меридіан), де жили дивовижні істоти. Цим королівством став правити злий принц Фобос. Заляканий народ підкорявся кожному його наказу. Фобос жадав підкорити собі інші світи і виміри. Для захисту від цього зла був створений Кондракар — потужна твердиня з Радою Братства і Оракулом на чолі. Кондракар знаходився в центрі нескінченності. Щоб уберегти інші світи була створена Велика Мережа — чарівний невидимий бар'єр.

## Головні персонажі
- Вільгельміна «Вілл» Вандом

Має 14 років. За гороскопом — Козеріг (народилася 19 січня). Легко вразлива дівчина із замкнутим характером. Її улюблені предмети — природничі науки, особливо біологія. Обожнює водні види спорту та колекціонує плюшевих жабок. Коли її щось бентежить, має звичку крутити своє волосся на палець. Серед п'ятьох чарівниць є лідером. Наділена могутньою енергією та здатністю миттєво розпізнавати ворога.
- Ірма Лер

Має 13 років. За гороскопом — Риби (народилася 13 березня).

Найтемпераментніша та найкомунікабельніша серед усіх п'яти дівчат. Добра та щедра. Обожнює гаманці та рюкзаки, яких має велику кількість. Вона живе з татом-поліцейським та його новою дружиною. Має молодшого брата та улюблену черепаху Ліліт.
Її стихією є Вода. Може впливати на думки та дії інших людей. Ірма вміє змінювати зовнішній вигляд людей, наприклад, колір одягу. Має дуже розвинуту інтуіцію. А ще Ірма боїться великих павуків.
- Терені Кук

Має 13 років. За гороскопом — Овен (народилася 23 березня).

У неї дуже спокійний та розважливий характер. Хоча вона сором'язлива та некваплива, але любить тримати все під контролем. Роздратувати дівчину — означає дійсно пожартувати з вогнем. Адже саме Вогонь є її стихією. Вміє читати думки інших.

Має симпатичного брата Петера.
- Корнелія Хейл

Має 14 років. За гороскопом — Тілець (народилася 10 травня).
Не надто балакуча, але коли вже говорить, то знаходить найвлучніші слова для ситуації. Вона обожнює котів, кататися на ковзанах і лижах та гарно одягатися. А ще має невелику слабкість: не може пройти повз дзеркало чи вітрину магазину, щоб не помилуватися собою. Живе разом зі своєю заможною родиною у елітному багатоповерховому будинку Гарден-Плаза. Її стихією є Земля. Володіє телекінезом — здатністю переміщати предмети на відстані.
- Хей Лін

Має 14 років. За гороскопом — Близнюки (народилася 4 червня).
Щира, добра, чуйна подруга. Наділена вмінням керувати стихією Повітря.
Її хобі — малювання та дизайн одягу. Любить носити різноманітні сонцезахисні окуляри, а також завжди має з собою чарівний пояс. Завдяки йому дівчина створює та змінює вбрання. За допомогою сили Повітря може долати силу тяжіння та літати.

## Другорядні персонажі
Другорядні персонажі у Хезерфілді:
- Еліон Портрейт — сестра злого принца Фобоса, подруга Чарівниць.
- Сюзана Вандом — матір Вілл.
- Урія та його «банда» — головні хулігани Шеффілдської школи.
- Місіс Рудольф — вчителька математики.
- Міс Нікербокер — директорка Шеффілдської школи.
- Містер Колінз — вчитель історії.
- Ерік Ліндон — хлопець, яким захоплюється Хей Лін.
- Метт Олсен — хлопець Вілл.
- Мартін Табс — учень Шеффілдської школи, який носить окуляри.
- Найджел Ешкрофт — хлопець у якого закохана Тарені

Другорядні персонажі у Мередіані та Кандракарі:
- Калеб — бунтівник з Мерідіну, друг Чарівниць, майбутній король Мередіану (Чоловік Еліон).
- Оракул
- Вазек — людина Фобоса, який повинен знищити Чарівниць.
- Фобос — злий принц планети Мерідіан.
- Лорд Седрік — перевертень. Може ставати гігантським змієм, і служить Фобосу.
- Ян Лін — бабуся Хей Лін, колишня чародійка (Повітря).
- Нерріса — також колишня чародійка яка вбила Кесседі.
- Кесседі — колишня чародійка (Вода).
- Кадма — колишня чародійка (Земля), правителька Замбали.
- Галинор — колишня чародійка (Вогонь).
- Фрост — мисливець, що служить принцу Фобосу. Упіймав Терені, коли чарівниці потрапили до Мерідіану.
- Люба — хоронителька оромерів, магічної сили Чарівниць
- Далтар